# Clémentine Beauvais
Clémentine Beauvais, właśc. Clémentine Morgane Mélusine Hécate Beauvais (ur. w 1989 r. w Paryżu) – francuska pisarka i tłumaczka. Aktywnie działa na rzecz promowania literatury dziecięcej i młodzieżowej.

## Życiorys
Clémentine Beauvais urodziła się 6 stycznia 1989 roku w Paryżu. W wieku 17 lat przeniosła się do Wielkiej Brytanii, gdzie ukończyła studia i obroniła pracę doktorską na Uniwersytecie Cambridge. Od 2016 roku zawodowo związana jest z Univeristy of York, gdzie wykłada socjologię i filozofię dzieciństwa. Swoje pierwsze książki opublikowała w wieku 21 lat. Pisze w językach francuskim i angielskim.
Laureatka wielu nagród w dziedzinie literatury młodzieżowej, w szczególności za swoją powieść Pasztety, do boju! (fr. Les Petites Reines), która została Francuską Młodzieżową Książką Roku 2015. W Polsce Pasztety, do boju! ukazały się nakładem wydawnictwa Dwie Siostry w 2017 roku w przekładzie Bożeny Sęk. Powieść została przeniesiona na sceny teatralne we Francji i w Polsce. Trwają również prace nad jej ekranizacją.
W 2021 roku na polskim rynku wydawniczym ukazała się druga skierowana do młodzieży powieść pisarki zatytułowana Pomyśl, jak słodko (fr. Songe à la douceur).
Na język francuski przetłumaczyła baśń J.K. Rowling pt. Ikabog (ang. The Ickabog). Książka, w polskim tłumaczeniu Małgorzaty Hesko-Kołodzińskiej i Piotra Budkiewicza ukazała się w 2020 roku nakładem wydawnictwa Media Rodzina.
Po latach spędzonych w Anglii i zainspirowana wydarzeniami w tym kraju napisała książkę o Brexicie, zatytułowaną Brexit Romance, która ukazała się w 2018 roku. Beauvais jest współautorką detektywistycznej gry planszowej pt. Zwierzęta z Baker Street (fr. Les animaux de Baker Street).

## Twórczość

### Książki obrazkowe
- Samiha et les fantômes (ilustracje: Sylvie Serprix), Talents Hauts, kolekcja «Livres et égaux», 2010 (ISBN 978-2-916238-77-7).
- Lettres de mon hélicoptêtre (ilustracje: Anne Rouquette), Paris, Sarbacane, 2015 (ISBN 978-2-84865-752-3).
- Va jouer avec le petit garçon ! (ilustracje: Maisie Paradise Shearring), Paris, Sarbacane, 2016 (ISBN 978-2-84865-899-5).
- Ameline, joueuse de flûte (ill. Antoine Déprez), Alice jeunesse, 2018 (ISBN 978-2-87426-335-4).
- Les Esprits de l’escalier (ilustracje Gérald Guerlais), Paris, Sarbacane, 2020 (ISBN 978-2-37731-373-0).

### Powieści dla dzieci

#### Po angielsku
- Sesame Seade Mysteries:

1. Bibi Scott, détective à roulettes: Chasse au scoop «Sleuth on Skates», tom1, Paris, Rageot, 2017 (ISBN 978-2-7002-5312-2).
2. Bibi Scott, détective à roulettes: Gare aux gargouilles [«Gargoyles Gone AWOL»], tom 2, Paris, Rageot, 2018 (ISBN 978-2-7002-5313-9).
3. Scam on the Cam, tom 3, Hodder Children’s Books, 2014 (ISBN 978-1-4449-1254-8).

- The Royal Babysitters:

1. Les Royales Baby-sitters: Les bébés, ça pue ! [«The Royal Babysitters»] tom 1, Vanves, Hachette Jeunesse, 2015 (ISBN 978-2-01-182516-2).
2. Les Royales Demoiselles d’horreur [«The Royal Wedding Crashers»], tom 3, Vanves, Hachette Jeunesse, 2016 (ISBN 978-2-01-225672-9).
3. The Royal Bake Off, tom 3, Bloomsbury Children’s Books, 2015. (ISBN 978-1-4088-6392-3).

#### Po francusku
- La Plume de Marie, Saint-Mandé, Talents Hauts, kolekcja «Livres et égaux», 2011 (ISBN 978-2-36266-027-6).
- La Louve, Bruxelles, Alice Jeunesse, coll. «Histoires comme ça», 2014 (ISBN 978-2-87426-213-5).
- Carambol’Ange: L’affaire Mamie Paulette, Paris, Sarbacane, kolekcja «Pépix», 2015 (ISBN 978-2-84865-766-0).
- Antigone la révoltée, Nathan, 2020 (ISBN 9782092592519).
- Les (presques) bonnes résolutions du prince Firminon, Milan, 2020 (ISBN 9782408022495)
- Icare, comme un oiseau, Nathan, 2021 (ISBN 9782092596289)
- Midas, le roi aux oreilles d'âne, Nathan, 2022 (ISBN 9782092494981).
- Azur et le mystère de la pièce d’or, Rageot, 2022 (ISBN 9782700277289).

### Zbiory
- On n’a rien vu venir: Roman à 7 voix, Clémentine Beauvais, Anne-Gaëlle Balpe, Sandrine Beau, Annelise Heurtier, Agnès Laroche, Fanny Robin, Séverine Vidal, Alice Jeunesse, kolekcja «Deuzio», Bruxelles, 2012 (ISBN 978-2-87426-395-8)
- 16 nuances de première fois, Clémentine Beauvais et alii, Nouvelle notification (nouvelle écrite entièrement en sms), Eyrolles, 2017.
- La Revanche des princesses, Clémentine Beauvais, Sandrine Beau, Charlotte Bousquet, Alice Brière-Haquet, Anne-Fleur Multon, Carole Trébor, Poulpe fiction, 2019 (ISBN 978-2-37742-052-0)
- „Pourquoi lire de la littérature ado quand on est adulte?”, w En quête d’un Grand Peut-Être, Guide de la littérature ado, Tom et Nathan Lévèque, 2020 (ISBN 978-2-95732-870-3)
- „Moules-frites”, w En quête d’un Grand Peut-Être, Guide de la littérature ado, Tom et Nathan Lévèque, 2020, 224 p. (ISBN 978-2-95732-870-3)
- Si on chantait!, tom 2: Prunille présidente, Clémentine Beauvais, Flore Vesco, Jean-Claude Mourlevat, Stéphane Michaka, Marine Carteron, Yves Grevet, Christelle Dabos, Timothée de Fombelle, François Place, Christophe Mauri, Anne-Laure Bondoux, Victor Dixen, Julia Thévenot, Susie Morgenstern, Vincent Villeminot, Pocket Jeunesse, 2022 (ISBN 9782266323338)

### Powieści dla młodzieży
- Les petites filles top-modèles, Éditions Talents Hauts, 2010 (ISBN 9782916238807)
- La Pouilleuse, Paris, Sarbacane, 2012 (ISBN 978-2-84865-538-3).
- Comme des images, Paris, Sarbacane, kolekcja «Exprim’», 2014 (ISBN 978-2-84865-660-1).
- Pasztety do boju!, tłum. Bożena Sęk, wyd. Dwie Siostry, Warszawa 2017; oryg. „Les petites reines”, Paris, Sarbacane, kolekcja «Exprim’», 2015 (ISBN 978-2-84865-768-4).
- Pomyśl, jak słodko, Paris, Sarbacane, kolekcja «Exprim’», 2016 (ISBN 978-2-84865-908-4).
- Orphée aux enfers, ilustracje: Régis Lejonc, Nathan, 2019.
- Ariane et le défi du labyrinthe, ilustracje: Sébastien Pelon, Nathan, 2019.
- Io, pour l’amour de Zeus, Nathan, 2018.
- Âge tendre, Paris, Sarbacane, 2020. (ISBN 978-2-37731-465-2)
- Zeus, l’enfance d’un dieu: A la conquête de l’Olympe, Nathan, 2020 (ISBN 9782092594230)
- Orphée à la recherche d’Eurydice, ilustracje Régis Lejonc, Nathan, 2021.
- Les Facétieuses, Paris, Sarbacane, kolekcja «Exprim’», 2022 (ISBN 978-2-37731-731-8).
- L’amour en poésie, Gallimard jeunesse, 2022 (ISBN 9782075172011).

### Powieści dla YA
- Brexit Romance, Paris, Sarbacane, sierpień 2018 (ISBN 978-2-37731-145-3).

### Powieści dla dorosłych
- Décomposée, Paris, L’Iconoclaste, kolekcja «L’Iconopop», kwiecień 2021 (ISBN 978-2-37880-196-0).

### Nowele
- „L’étrange cas des deux amours de Jean-Baptiste Robert”, w: Guy Chevalley, L’enfant sur la falaise et autres nouvelles, Buchet-Chastel, 2010 (ISBN 978-2-283-02447-8).
- „Le raccourci”, w Que raconte mon corps?, Philéas & Autobule nr 44, kwiecień-maj 2015 (ISBN 1782-7485).

### Eseje
- Complete Writing for Children Course, Teach yourself, 2014 (ISBN 978-1-4718-0440-3).
- The Mighty Child:Time and power in children’s literature, John Benjamin’s Publishing Company, 2015 (ISBN 978-9-0272-0158-4).
- The Edinburgh Companion to Children’s Literature, Edinburgh University Press, 2017 (ISBN 978-1-4744-1463-0).

### Opowiadania
- Sainte Marguerite-Marie et moi, Quasar, 2021 (ISBN 978-2-36969-089-4).

### Tłumaczenia
- Inséparables, Sarah Crossan, Rageot, 2017 (ISBN 978-2-7002-7417-2).
- Swimming pool, Sarah Crossan, Rageot, 2018 (ISBN 978-2-7002-5644-4).
- Moon brothers, Sarah Crossan, Rageot, 2019 (ISBN 978-2-7002-7368-7).
- Signé Poète X, Elizabeth Acevedo, Nathan, 2019 (ISBN 978-2-09-258729-4).
- Toffee et moi, Sarah Crossan, Rageot, 2020 (ISBN 978-2700273915).
- L’Ickabog, J. K. Rowling, Gallimard Jeunesse, 2020 (ISBN 978-2-0751-5055-2).
- Woman world, Aminder Dhaliwal, La Ville brûle, 2020 (ISBN 978-2-36012-113-7).
- Sur le vif, Elizabeth Acevedo, Nathan, 2021 (ISBN 978-2-09-259398-1).
- Poezja Christina Rossetti, Vita Sackville-West, Maya Angelou, Audre Lorde, Nicki Giovanni, w Je serai le feu, Diglee, La Ville brûle, 2021 (ISBN 978-2-09259-398-1).
- De l’autre côté de l’eau, Elizabeth Acevedo, Nathan, 2022 (ISBN 9782092494219).
- Dans le bleu, Joyce Carol Oates, Robert Laffont, 2022 (ISBN 9782221262870).
- Riposte, Louisa Reid, Bayard jeunesse, 2022 (ISBN 9791036326257).

### Gry planszowe
- Les animaux de Baker Street, Iello.

## Nagrody i tytuły honorowe
- 2010 Nagroda „Jeune écrivain de langue française” za L’Étrange cas des deux amours de Jean-Baptiste Robert[15].
- 2015 Najlepsza książka dla dzieci i młodzieży. Książka Pasztety, do boju! znalazła się na liście najlepszych książek roku przyznawanej przez magazyn „Lire”[16].
- 2015-2016 Nagroda „NRP de littérature jeunesse” za powieść Pasztety, do boju![17]
- 2016 Nagroda „Sorcières” w kategorii literatura dla młodych dorosłych za powieść Pasztety, do boju![18]
- 2016 Nagroda Libr’A Nous za powieść Pasztety, do boju![19]
- 2016 Książka Pasztety, do boju! została wpisana na międzynarodową Listę Honorową IBBY[20].
- 2016 Nagroda „Prix des Incorruptibles” w kategorii CE2/CM1 za książkę La Louve zilustrowaną przez Antoine’a Dépreza[21].
- 2016 Nagroda „Enfantaisie” przyznana w Szwecji za książkę Carambol’Ange stworzoną razem z Églantine Ceulemans[22].
- 2017 Nagroda „La voix des blogueurs” za książkę Pomyśl, jak słodko[23].
- 2017 Nagroda „Unicef de littérature jeunesse” za książkę La plume de Marie z ilustracjami Anaïs Bernabé[24].